# جواو ماركوس (لاعب كرة قدم)
جواو ماركوس (بالبرتغالية: João Marcos‏) هو لاعب كرة قدم برازيلي في مركز حراسة المرمى، ولد في 1 يونيو 1953 في بوتوكاتو في البرازيل، وتوفي بنفس المكان في 2 أبريل 2020. شارك مع منتخب البرازيل لكرة القدم. أما مع النوادي، فقد لعب مع غريميو بورتو أليغرينزي وغريميو نوفوريزونتينو ونادي بالميراس ونادي غواراني.

## وصلات خارجية
- جواو ماركوس (لاعب كرة قدم) على موقع قاعدة بيانات كرة القدم.إي يو (الإنجليزية)
- جواو ماركوس (لاعب كرة قدم) على موقع ناشيونال فوتبول تيمز (الإنجليزية)